# Nyankende (periodiskt vattendrag i Burundi, Bururi)
Nyankende är ett periodiskt vattendrag i Burundi.   Det ligger i provinsen Bururi, i den centrala delen av landet, 80 km sydost om huvudstaden Bujumbura.
I omgivningarna runt Nyankende växer huvudsakligen savannskog. Runt Nyankende är det ganska tätbefolkat, med 124 invånare per kvadratkilometer.